# 柯九思

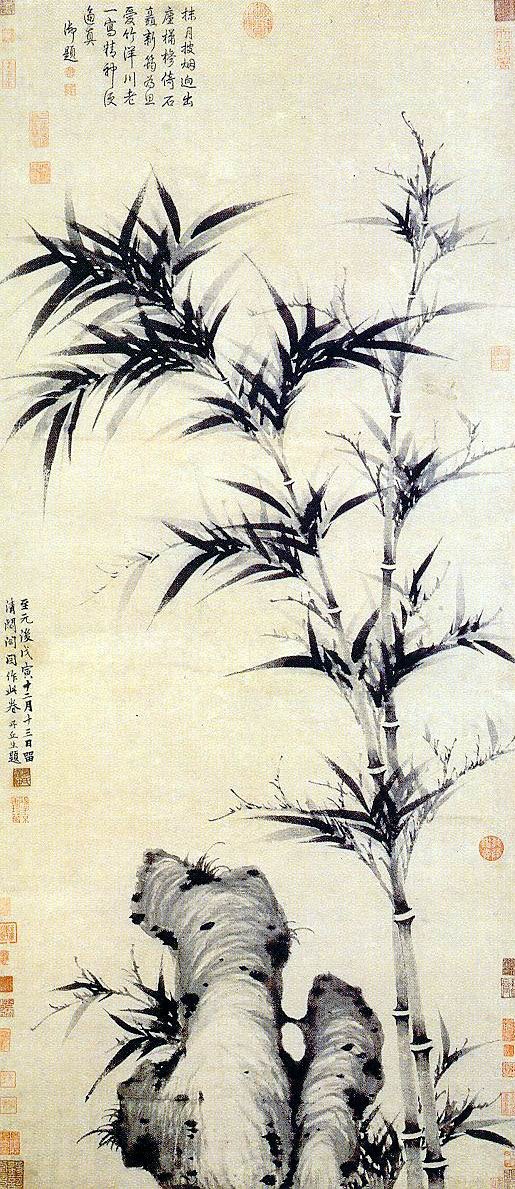
清閟阁墨竹图

柯九思（1290年—1343年），字敬仲，号丹丘生，别号五云阁吏，中国元代文物鉴藏家，画家。浙江仙居人。

## 生平
柯谦之子。至元二十七年（1290年）出生。善鑑識金石鼎彝之器，文宗天历三年（1330年）官至奎章閣特授學士院鑑書博士。至顺三年（1331年）遭御史弹劾，被迫離职，流寓蘇州。至元五年（1339），應顾阿瑛之邀，前去玉山草堂拜訪。
柯九思博學能文，善寫墨竹，師文湖州。長於畫山水、人物、花卉；槎芽竹石，師法蘇軾。畫大樹枝幹，皆以一筆塗抹，不見有痕跡，形神俱備。其蒼松翠柏，林木煙梢，古氣磅礡，別有淡逸之趣。凡內府所藏法書名畫，皆由鑑定，又善鑑識金石。晚年好服丹砂，以暴疾卒。

## 作品
作品留傳至今的有《竹石圖》等。著有《竹譜》一書。能詩文，有《丹丘生集》輯本。
另有《谿亭山色圖》、《［香高節》、《夏山欲雨》軸、《秋林曉色》冊，藏於台灣台北國立故宮博物院。